# Caritímides
Caritímides (en griego antiguo: Χαριτιμίδης) (fallecido en el 455 a. C.) fue un almirante ateniense del siglo V a. C. En el momento de las Guerras de la Liga de Delos, un conflicto continuo entre la Liga de Delos liderada por Atenas y un conjunto de ciudades-estado griegas y el Imperio aqueménida, fue enviado en el año 460 a. C. a Egipto al mando de una flota de trirremes para apoyar a Inaro, un gobernante libio que lideraba una revuelta contra el gobierno aqueménida sobre el país. Su flota había estado operando en las costas de Chipre, desde donde fue desviada a Egipto.
Caritímides dirigió su flota contra los aqueménidas en el río Nilo y derrotó a una flota de 50 barcos fenicios. Fue el último gran encuentro naval entre griegos y aqueménidas. De los 50 barcos fenicios, logró destruir 30 y capturar los 20 restantes con los que se enfrentaron.
Cuando los aqueménidas regresaron con un gran ejército bajo el mando del comandante Megabizo II, levantaron el sitio sobre Menfis, donde se encontraba asediada la guarnición persa restante. Tras doblegar la situación y adelantarse a griegos y egipcios, forzaron el sitio de Prosopitis, que tuvo lugar en el año 455 a. C., donde el propio Caritímides pereció.